# Liste der Baudenkmale in Trinwillershagen
In der Liste der Baudenkmale in Trinwillershagen sind alle Baudenkmale der Gemeinde Trinwillershagen im Landkreis Vorpommern-Rügen und ihrer Ortsteile aufgelistet. Grundlage ist die Veröffentlichung der Denkmalliste des Landkreises Vorpommern-Rügen, Auszug aus der Kreisdenkmalliste vom Juli 2012.

## Trinwillershagen
| ID   | Lage                         | Bezeichnung       | Beschreibung | Bild |
| ---- | ---------------------------- | ----------------- | ------------ | ---- |
| 1141 | Schlemminer Straße 6 (Karte) | Pavillon und Park |              |      |

## Langenhanshagen
| ID   | Lage                  | Bezeichnung                               | Beschreibung | Bild           |
| ---- | --------------------- | ----------------------------------------- | --- | -------------- |
| 563  | Am Dorfe              | Gutshaus (Mittelhof)                      | |                |
| 565  | Dorfstraße (Karte)    | Kirche mit Glockenstuhl und Glocke (1704) | Gotische Feld- und Backsteinkirche vom 14. Jahrhundert, Kreuzrippengewölbe im eingezogenen Chor mit 5/8-Schluss# freihst. Glockenstuhl# Altar von um 1500, Kanzel 17. Jh., Grüneberg - Orgel von 1879. | Weitere Bilder |
| 566  | Dorfstraße            | Kriegerdenkmal 1914/1918                  | |                |
| 1318 | Dorfstraße 52 (Karte) | Gutshaus (Neuhof)                         | 1-gesch. Putzbau von um 1905 mit 2-gesch. Mittelrisalit und Sockelgeschoss. |                |

## Wiepkenhagen
| ID   | Lage                         | Bezeichnung                      | Beschreibung | Bild |
| ---- | ---------------------------- | -------------------------------- | --- | ---- |
| 564  | An der B 105                 | Gedenkstein Opfer des Faschismus | |      |
| 1185 | Stralsunder Chaussee         | Gutshaus mit Park                | |      |
| 1185 | Stralsunder Chaussee (Karte) | Gutshaus mit Park                | 2-gesch., 10-achsiger Putzbau von um 1880/90 mit giebeligem Mittelrisalit# gartenseitiger mittlerer 3-gesch. Vorbau# erh. Landschaftsgarten# Bauwerk 1993 saniert. |      |
| 1185 | Stralsunder Chaussee         | Gutshaus mit Park                | |      |
| 1357 | Stralsunder Chaussee         | Ganzmeilenobelisk                | |      |

## Quelle
- Denkmalliste des Landkreises Vorpommern-Rügen